# Edgar Cayce
Edgar Cayce (18. března 1877 v blízkosti Hopkinsville, Kentucky, USA – 3. ledna 1945 Virginia Beach, Virginie) byl americký samozvaný jasnovidec, léčitel a senzibil.
Univerzita v Chicagu mu v červnu roku 1954 propůjčila titul doktora honoris causa za zásluhy o lékařství.
Jeden z životopisců jej nazval spícím prorokem. Nazýván je i jako otec holistické medicíny.

## Život
Zemřel 3. ledna 1945 ve Virginia Beach ve Virginii. Jeho poslední slova zněla: „Jak velice dnešní svět potřebuje Boha!"

## Dílo
Byl učitelem v nedělní škole s nízkým formálním vzděláním. Ve dvacátých letech 20. století začal léčit vírou, přičemž používal kombinaci duchovního čtení a homeopatických léků; mnoho jeho vyléčení se údajně podařilo na dálku.
V roce 1925 se usadil ve Virginia Beach, kde založil nemocnici (1928) a Sdružení pro výzkum a osvětu (1931, anglicky Association for Research and Enlightenment).
Také prorokoval (včetně zničení New Yorku a Kalifornie), tvrdil, že si dokáže vybavit minulé životy, a propagoval víru v existenci velké civilizace v Atlantidě před 12 000 lety.
Více než 40 let během svého života vstupoval pravidelně do „transu“, aby pomáhal lidem s jejich problémy a odpovídal na otázky nejrůznějšího druhu. Poskytnul tak 14 306 zdokumentovaných výkladů, v kterých detailně popisuje fascinující informace o životě Ježíše Krista, Atlantidě, reinkarnacii, astrologii, meditaci, či o původu lidstva.
Mimo jiné předpověděl i krach na newyorské burze roku 1929, začátek druhé světové války, rozpad Sovětského svazu, budoucnost medicíny. Jeho pomoc vyhledalo mnoho známých osobností včetně Woodrowa Wilsona, Thomase Edisona, Nikoly Tesly, Merilyn Monroe, matky Ernesta Hemingwaye. Jeho výklady v neposlední řadě odhalují vesmírné zákony a souvislosti a učí tak všechny upřímně hledající, jak se vrátit zpět k Bohu.
Hlavní knihy přeložené do českého jazyka jsou Tajemství života a smrti, Tajemství duchovního růstu, Léčivá síla lásky, Hledání Boha, Tajemství lidské duše, Duchovní probuzení, Zázrak jménem meditace, Tajemství záhad, Klíče ke zdraví – Zlatá kniha receptů, Diagnostika karmy, O lásce a manželství a Univerzální vědomí.